# Sven Helander
Sven Adolf Diego Helander, född 10 augusti 1889 i Göteborg, död 3 februari 1970 i Oscars församling i Stockholm, var en svensk nationalekonom. Han var bror till Dick Helander.

## Biografi
Helander avlade handelshögskoleexamen i Berlin 1911, blev dr rer. polit. vid Freiburgs universitet 1914, var docent i nationalekonomi och sociologi vid Göteborgs högskola 1916–24, tillförordnad professor där 1920–23, honorarprofessor i Kiel 1924, och professor vid Hindenburg-Hochschüle i Nürnberg 1929–45. År 1940 blev han svensk konsul i Nürnberg. Han återvände till Sverige 1946.
Helander var starkare påverkad av övriga av samtidens tyska strömningar än övriga svenska nationalekonomer. Framför allt kan Karl Diehl och Werner Sombart betraktas som hans lärare. På statsingripanden i näringslivet såsom tullar och andra skatter lägger han dynamiska synpunkter och finner dem ibland välmotiverade. Bland hans skrifter märks Theorie und Politik der Zentralnotenbanken in ihrer Entwicklung (1916), Vår moderna handel (1920), Marx och Hegel (1920, tysk översättning 1922) och Die internationale Schiffahrtskrise und ihre weltwirtschaftliche Bedeutung (1928). Helander är begravd på Norra begravningsplatsen utanför Stockholm.